# Novo Horizonte do Oeste
Novo Horizonte do Oeste é um município brasileiro do estado de Rondônia.

## História
Com a nomeação do Coronel de artilharia Jorge Teixeira de Oliveira para Governar o Território Federal de Rondônia, empossado em 10 de abril de 1979, destacava-se a tarefa de preparar administrativa econômica e politicamente o Território para a sua transformação em um novo Estado.
Rondônia crescia aceleradamente e a abundância de possibilidades atraia novos contingentes humanos para estas regiões. A administração do Coronel Jorge Teixeira foi marcada pelo dinamismo e pela febril atividade de criação de uma infra-estrutura capaz de permitir e viabilizar a administração do futuro desenvolvimento de Rondônia. As metas previstas em meados do ano de 1981 seriam a transformação do Território de Rondônia em Estado e a colonização do interior.
Núcleos de colonização surgiam ao longo da BR 364 e também das estradas vicinais, que partiam da BR 364 para as áreas interiores do Estado. No interior do Estado foram criados 17 Núcleos de Apoio ao Produtor Rural (NUAR). Estes Núcleos tiveram como objetivos facilitar a vida dos colonos que residiam afastados das sedes municipais. Dentre estes, um deles se tornou no que temos hoje, o município de Novo Horizonte do Oeste.
O primeiro passo para a criação de Novo Horizonte, foi a formação de uma Comissão de Desenvolvimento Rural (CDR), a qual tinha como meta a implantação de um NUAR, financiado pelo Banco Mundial através da SEPLAN. O NUAR foi inaugurado em 19 de outubro de 1983 e seu primeiro administrador o Srº Agenor Ferreira de Lima, que era subordinado a Capital de Porto Velho.
Com a emancipação política de Rolim de Moura em 5 de agosto de 1983, o Prefeito Valdir Raupp de Mattos, solicitou a guarda e a responsabilidade do Núcleo de Novo Horizonte, passando a ser distrito de Rolim de Moura. O Srº. João Vilmar Lopes (Nego D´Água) foi o segundo administrador. Seu sucessor, o Srº. Pedro Rodrigues.
Em 13 de fevereiro de 1992 é criado o município de Novo Horizonte através da Lei nº 365. Nesta ocasião foi nomeado o 1º Prefeito Tampão Srº Geraldo de Sá, que administrou este município por 10 meses. O nome de Novo Horizonte ocasionava uma compatibilidade de nomes segundo o IBGE, por esta razão dificultava o processo de emancipação. Para solucionar este problema o então Deputado Federal Heditário Cassol, entrou com um pedido para facilitar a emancipação mudando o nome para Cacaieiros, homenageando os primeiros que aqui paravam para descansar e seguir o seu destino.
No final de 1992, houve a primeira eleição, elegendo o Primeiro Prefeito o Srº. Varley Gonçalves Ferreira. A opinião popular e política alegando que o nome Cacaieiros corresponderia a sinônimo de sofrimento solicitaram junto ao poder público a mudança do nome, para tanto, o prefeito encaminhou um Projeto à Câmara de Vereadores mudando o nome de Cacaieiros para Novo Horizonte, acrescentando do Oeste, a qual foi aprovada por unanimidade.
Completando os primeiros quatro anos de emancipação política, houve a segunda eleição, sendo eleito o Srº Manoel de Lima Filho (Manelão). Em 2000, realizou-se a terceira eleição, elegendo o Srº Francisco Adomilson Dantas Barbosa (Ceará) na quarta eleição sendo eleito pela segunda vez o Srº Varley Gonçalves Ferreira, com a gestão de 2005 a 2,008 e a quinta eleição sendo eleito Srº Nadelson de Carvalho para gestão de 2009 a 2012,   na sexta eleição sendo eleito Srº Varley Gonçalves Ferreira para a gestão de 2013 a 2016, com a sétima eleição, sendo eleito Srº Cleiton Adriane Cheregato assumiu a gestão de 2017 a 2020.

## Geografia
localizada a uma latitude de 11,69639º S e a uma longitude de 61,99472º O.
O município tem 830 km² de área.

### Distrito
Novo Horizonte do Oeste possui um distrito chamado Migrantinópolis, um distrito quase maior do que Novo Horizonte, além de possuir mais segurança e menos taxa de acidentes, e também é muito calmo.
Possui uma renda baseada na agricultura e pecuária, sendo responsável por grande parcela da movimentação da renda no município.
Possui agencias bancárias, laminadora, comércio de grãos que são referência no estado, trazendo ao distrito uma relevância comercial elevada.

## Economia
Tem sua economia baseada na pecuária de leite e corte, cafeicultura e etc.

## Cultura
Tem como sua principal festa a Exponorte que acontece no mês de Setembro de cada ano, sendo esta organizada com os agricultores, comerciantes e autoridades do município.

## Infraestrutura
- Estabelecimentos de ensino pré-escolar: 2
- Estabelecimentos de ensino fundamental: 7
- Estabelecimentos de ensino médio: 4
- Hospitais: 2
- creche escolar 1
- agência bancária 3

## Generalidades
Novo Horizonte do Oeste é um município tranquilo, com poucos roubos, tem em construção um hospital e a praça municipal a qual começou a ser construída no mandato do então prefeito "Ceará", a qual nunca foi inaugurada por motivos de segurança o ministério público interditou.
Nos últimos anos, teve como prefeito municipal Srº  Cleiton Adriane Cheregato (MDB), que pode dar continuidade aos trabalhos,  a construção da praça, apos muitos anos, pode enfim inaugura-la.
O "córgão" como é chamado um rio que corre nas extremidades da cidade, ja foi uma das distrações de finais de semana da população novo-horizontina, porém hoje, encontra-se em péssimo estado devido ao desmatamento de suas margens.
Possui um balneário, "Sítio do Zé", onde ocorre a maioria das festas, e também, uma ótima opção para lazer, sendo que possui lindas corredeiras no rio "Don Pedrito", que corre dentro da propriedade do balneário, conta também com piscina e área de jogos.
Tem eventos anuais, como já citada FAFEN, também o "Rally Passeio" organizado todo ano pela equipe da Clever Motocenter, onde os participantes não disputam posições, e sim, fazer um passeio pelos pontos mais prejudicados pelo período chuvoso, um grande passeio entre amigos e muito barro.
Lanchonetes, sorveterias, mercados, lojas, todos estabelecimentos que podem ser encontrados na cidade.
Na área de esportes, Novo Horizonte é da Zona da Mata, uma das cidades que mais possui talentos no futebol, nos anos de 1996 a 1999, erá imbatível nas competições regionais, e ainda hoje exporta jogadores as diversas modalidades.